# Ilex mamillata
Ilex mamillata är en järneksväxtart som beskrevs av Cheng Yih Wu och Chang Jiang Tseng. Ilex mamillata ingår i släktet järnekar, och familjen järneksväxter. Inga underarter finns listade i Catalogue of Life.